# 브라운슈바이크 공국
브라운슈바이크 공국(독일어: Herzogtum Braunschweig)은 1815년 빈 회의에 의해 브라운슈바이크볼펜뷔텔 공국의 국가승계되어 창설된 국가이며 독일 연방, 북독일 연방 순으로 독일 제국의 일부가 되었고 1913년에는 1866년 멸망한 하노버 왕국의 왕가가 공위를 이었다. 제1차 세계 대전 종전 후 바이마르 공화국이 탄생한 후로는 브라운슈바이크 자유주가 되었다. 수도는 브라운슈바이크이다. 현재 거의 대부분의 지역은 니더작센주에 속하고, 일부는 작센안할트주에 속한다. 면적은 3672km2, 인구는 1905년 당시 49만.

## 역대 군주
- 1815년 ~ 1831년 카를 2세 (1804-1873)
- 1831년 ~ 1884년 빌헬름 8세 (1806-1884)
- 1884년 ~ 1913년 섭정기
- 1913년 ~ 1918년 에른스트 아우구스트 (1878-1953)

## 같이 보기
- 뉴브런즈윅주